# Chicago Film Critics Association Awards 1989
La cerimonia di premiazione della 2ª edizione dei Chicago Film Critics Association Awards si è tenuta l'8 marzo 1990 al Pump Room di Chicago, Illinois, per premiare i migliori film distribuiti negli Stati Uniti nel corso del 1989 secondo la Chicago Film Critics Association (CFCA).
L'edizione è stata la prima ad avere una cerimonia fisica con ospiti e candidati presenti.
Fa' la cosa giusta vi ha vinto tre premi, tra cui quello per il miglior film.

## Vincitori
I vincitori sono indicati in grassetto:

### Miglior film(incompleto)
- Fa' la cosa giusta (Do the Right Thing), regia di Spike Lee

### Miglior film straniero(incompleto)
- Enrico V (Henry V), regia di Kenneth Branagh

### Miglior regista(incompleto)
- Spike Lee - Fa' la cosa giusta (Do the Right Thing)

### Miglior attore(incompleto)
- Tom Cruise - Nato il quattro luglio (Born on the Fourth of July)

### Migliore attrice(incompleto)
- Michelle Pfeiffer - I favolosi Baker (The Fabulous Baker Boys)

### Miglior attore non protagonista(incompleto)
- Danny Aiello - Fa' la cosa giusta (Do the Right Thing)

### Migliore attrice non protagonista(incompleto)
- Laura San Giacomo - Sesso, bugie e videotape (Sex, Lies, and Videotape)

### Attore più promettente(incompleto)
- John Cusack - Non per soldi... ma per amore (Say Anything...)

### Attrice più promettente(incompleto)
- Laura San Giacomo - Sesso, bugie e videotape (Sex, Lies, and Videotape)